# Hayden White
Hayden White (Martin, Tennessee, 1928. július 12. – Santa Cruz, Kalifornia, 2018. március 5.) amerikai egyháztörténész, történetfilozófus. A kaliforniai Santa Cruz Egyetemen professor emeritus, a Stanford Egyetemről az összehasonlító irodalomtudomány doktoraként vonult vissza. Bár sokan a posztmodern történeti irányzat egyik legnagyobb hatású képviselőjeként tekintenek rá, White sosem sorolta magát a posztmodern gondolkodók közé. Ennek ellenére az 1973-ban megjelent Metahistory: The Historical Imagination in Nineteenth-Century Europe c. könyvével új fejezetet nyitott a történelemről és a történetírásról való gondolkodásban.

## Történetfilozófiája
1. A történész nem ismerheti meg a maga teljességében a múltat. 
2. A történeti munka középpontjában nem maga a múlt, hanem a szöveg, a textus áll.
Nem létezik történettudomány, csupán történetírás
A történész nem az igazi múltat, hanem a forrásokat (szövegeket) tanulmányozza
A források hibásak: elvesztek, ahogy a múlt nagy része is - forrásforgácsaink lehetnek csupán
A források ezentúl esetlegesek, hamisak, koholtak, mert szubjektív személyek írták
A történelem fikció fikciója
A történészeket a (szépirodalmat írók)hoz hasonlítja, és elveti munkájuk tudományos jellegét, eszköztáruk, módszertanuk valódiságát és éles hangon kritizálja a jelenkori történetírókat.

## Fő művei
- 1973 Metahistory: The Historical Imagination in Nineteenth-Century Europe. Baltimore: The Johns Hopkins University Press, 1973
- Tropics of Discourse: Essays in Cultural Criticism. Baltimore: The Johns Hopkins University Press, 1978
- The Content of the Form: Narrative Discourse and Historical Representation. Baltimore: The Johns Hopkins University Press, 1987

## Magyarul
- A történelem terhe; összeáll. Braun Róbert, ford. Berényi Gábor et al.; Osiris, Bp., 1997 (Horror metaphysicae)
- A történelem poétikája; in: Aetas, 2001/1. 134-165. (A Metahistory bevezető fejezete)